# Ambassade d'Irak en France
L'ambassade d'Irak en France est la représentation diplomatique de la république d'Irak auprès de la République française. Elle est située 64 avenue Foch, dans le 16e arrondissement de Paris, la capitale du pays. Son ambassadeur est, depuis 2022, Wadee al-Batti.

## Histoire
L'ambassade était située auparavant 53 rue de la Faisanderie, à l'angle avec la rue du Général-Appert, également dans le 16e arrondissement de Paris (ce bâtiment est désormais le bureau culturel de l'ambassade).
Elle a été le théâtre d'une prise d'otages en 1978. De plus, un attentat à la voiture piégée a eu lieu devant ses locaux le 11 août 1982, faisant six blessés légers,,,.
La résidence de l'ambassadeur se trouve au 9 rue d'Andigné (également dans le 16e arrondissement).

## Ambassadeurs d'Irak en France
| Date de nomination                                                                | Date de nomination                                                  | Date de remise des lettres de créance                               | Date de remise des lettres de créance                               | Diplomate                                                           |
| En qualité d'envoyés extraordinaires et ministres plénipotentiaires               | En qualité d'envoyés extraordinaires et ministres plénipotentiaires | En qualité d'envoyés extraordinaires et ministres plénipotentiaires | En qualité d'envoyés extraordinaires et ministres plénipotentiaires | En qualité d'envoyés extraordinaires et ministres plénipotentiaires |
| --------------------------------------------------------------------------------- | ------------------------------------------------------------------- | ------------------------------------------------------------------- | ------------------------------------------------------------------- | ------------------------------------------------------------------- |
| ?                                                                                 |                                                                     | 10 février 1937                                                     | [ JORF 1 ]                                                          | Ali Jawdat                                                          |
| ?                                                                                 |                                                                     | 7 septembre 1939                                                    | [ JORF 2 ]                                                          | Muhazim Amin al Pachachi                                            |
| ?                                                                                 |                                                                     | 5 juillet 1949                                                      | [ JORF 3 ]                                                          | Sayid Ata Amin                                                      |
| En qualité d'ambassadeurs extraordinaires et plénipotentiaires                    |                                                                     |                                                                     |                                                                     |                                                                     |
| ?                                                                                 |                                                                     | 9 juillet 1953                                                      | [ JORF 4 ]                                                          | Ibrahim El Khodairy                                                 |
| ?                                                                                 |                                                                     | 27 septembre 1956                                                   | [ JORF 5 ]                                                          | Najib El-Rawi                                                       |
| ?                                                                                 |                                                                     | 30 août 1963                                                        | [ JORF 6 ]                                                          | Hikmat Souleyman                                                    |
| ?                                                                                 |                                                                     |                                                                     |                                                                     |                                                                     |
| ?                                                                                 |                                                                     | 8 juillet 1967                                                      | [ JORF 7 ]                                                          | Nathir Umari                                                        |
| ?                                                                                 |                                                                     | 25 février 1969                                                     | [ JORF 8 ]                                                          | Mohammed Sadiq al Machat                                            |
| ?                                                                                 |                                                                     | 14 janvier 1972                                                     | [ JORF 9 ]                                                          | Nema Al Nema                                                        |
| ?                                                                                 |                                                                     | 18 juin 1974                                                        | [ JORF 10 ]                                                         | Saleh Medhi Amash                                                   |
| ?                                                                                 |                                                                     | 31 août 1978                                                        | [ JORF 11 ]                                                         | Nouri Ismael El Wayes                                               |
| ?                                                                                 |                                                                     | 23 février 1982                                                     | [ JORF 12 ]                                                         | Mohammed Sadiq al Maschat                                           |
| ?                                                                                 |                                                                     | 2 octobre 1987                                                      | [ JORF 13 ]                                                         | Abdul Razzak Gassem Al Hachimi                                      |
| Rupture des relations diplomatiques à la suite de l'invasion du Koweït par l'Irak |                                                                     |                                                                     |                                                                     |                                                                     |
| ?                                                                                 |                                                                     | 3 novembre 2004                                                     | [ JORF 14 ]                                                         | Mouafak Mehdi Aboud Hmoud                                           |
| ?                                                                                 |                                                                     | 2 juillet 2010                                                      | [ JORF 15 ]                                                         | Fareed Mustafa Kamil Yasseen                                        |
| ?                                                                                 |                                                                     | 23 février 2017                                                     | [ JORF 16 ]                                                         | Ismieal Shafiq Muhsin                                               |
| ?                                                                                 |                                                                     | 10 décembre 2019                                                    | [ JORF 17 ]                                                         | Nazar al-Khairullah                                                 |
| ?                                                                                 |                                                                     | 13 octobre 2022                                                     | [ JORF 18 ]                                                         | Wadee al-Batti                                                      |

## Consulats
Outre son ambassade, l'Irak possède un consulat au 61, rue Pergolèse, situé dans la même parcelle que l'ambassade de l'avenue Foch mais donnant sur la voie arrière.

## Galerie

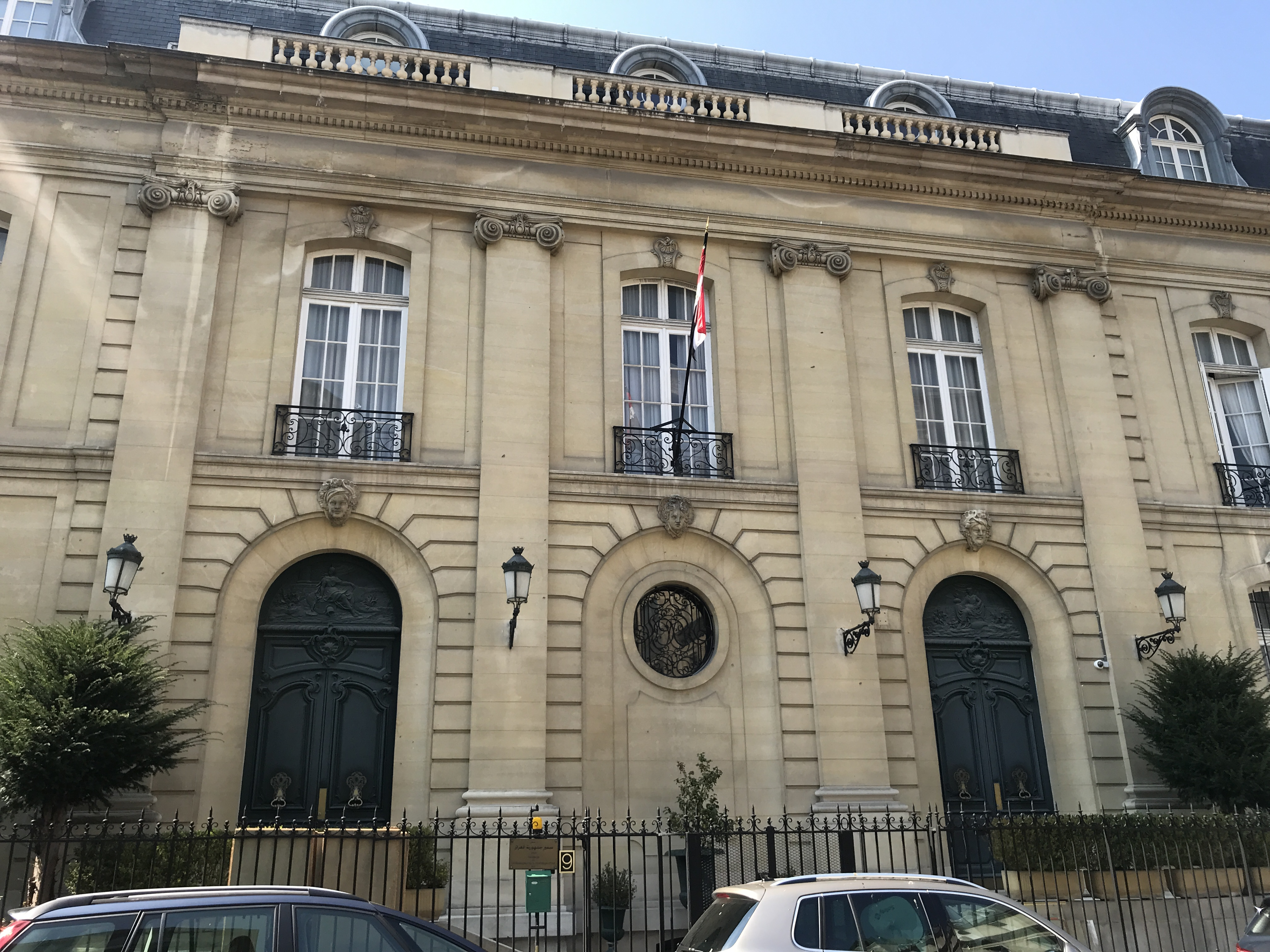
Résidence de l'ambassadeur d'Irak en France (9, rue d'Andigné).
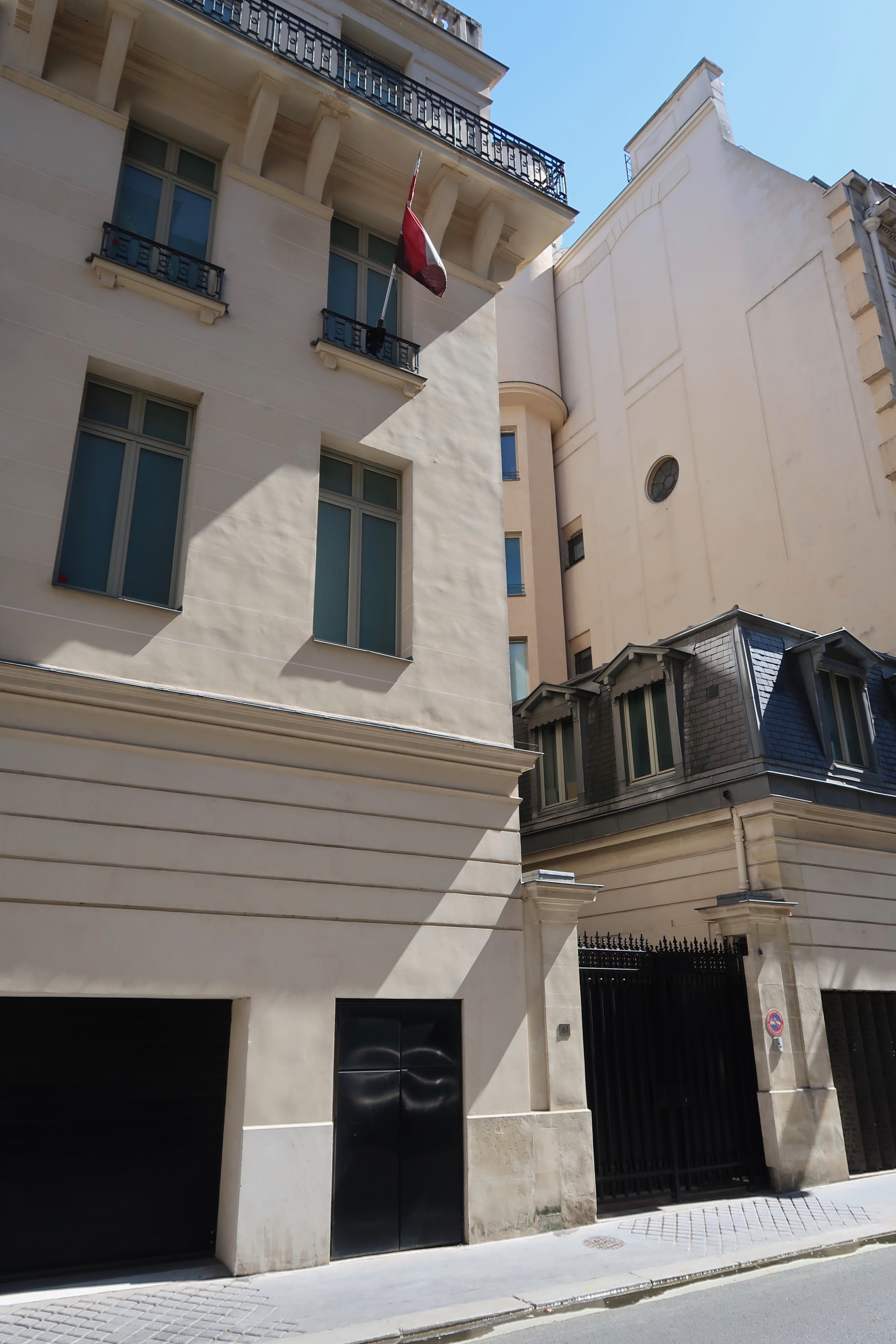
Consulat général d'Irak à Paris (61, rue Pergolèse).
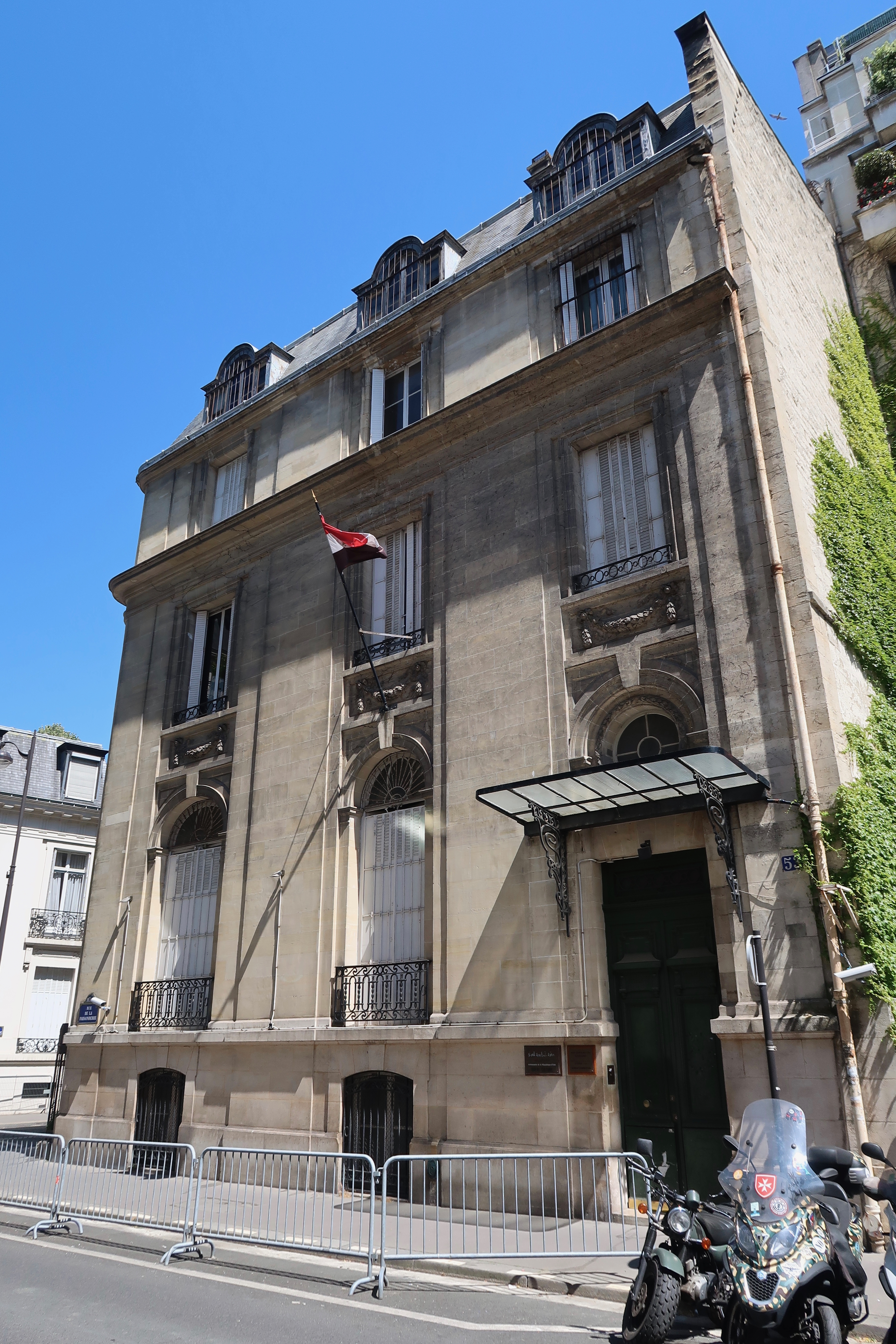
L'ancienne ambassade irakienne à Paris, et le actuel bureau culturel de l'ambassade (53, rue de la Faisanderie).